# Ressaquinha
Ressaquinha es un municipio brasilero del estado de Minas Gerais. Su población estimada en 2004 era de 4.557 habitantes. Localizada a 154 km de la capital minera, está cortada por la BR-040. En su territorio nace el Río Doce, uno de los más importantes ríos del país.